# Grand Prix d'été de combiné nordique 2005
Navigation
2004 2006
L'édition 2005 du grand prix d'été de combiné nordique s'est déroulée du 31 août au 4 septembre 2005, en 4 épreuves disputées sur trois sites différents. Elle a été remportée par le coureur autrichien Christoph Bieler, qui était arrivé deuxième de l'épreuve l'année précédente.
Contrairement à l'édition précédente qui s'était déroulée dans quatre pays, le Grand Prix revient en 2005 à son déroulement traditionnel et se déroule  en Allemagne (Berchtesgaden pour l'ouverture et Steinbach-Hallenberg pour les deux dernières épreuves) et en Autriche (Bischofshofen).
| \| Berchtesgaden Bischofshofen Steinbach-Hallenberg \| Les trois sites de compétition |
| Berchtesgaden Bischofshofen Steinbach-Hallenberg                                      |

## Calendrier
| Date                      | Type d'épreuve                       | Nombre de partants | Nombre de nations représentées | Vainqueur        | Deuxième       | Troisième    | Leader du grand prix |
| 1. Berchtesgaden          |                                      |                    |                                |                  |                |              |                      |
| 31 août 2005              | Gundersen HS 100 / 10 km             | 50                 | 10                             | Felix Gottwald   | Michael Gruber | Petter Tande | Felix Gottwald       |
| 2. Bischofshofen          |                                      |                    |                                |                  |                |              |                      |
| 2 septembre 2005          | Épreuve individuelle HS 140 / 15 km  | 51                 | 11                             | Christoph Bieler | Michael Gruber | Petter Tande |                      |
| 3-4. Steinbach-Hallenberg |                                      |                    |                                |                  |                |              |                      |
| 3 septembre 2005          | Épreuve individuelle HS 140 / 10 km  | 53                 | 10                             | Georg Hettich    | Michael Gruber | Petter Tande |                      |
| 4 septembre 2005          | Épreuve individuelle HS 140 / 7,5 km | 51                 | 10                             | Christoph Bieler | Petter Tande   | Todd Lodwick | Christoph Bieler     |

## Palmarès
| Rang | Athlète             | Points |
| ---- | ------------------- | ------ |
| 1.   | Christoph Bieler    | 281    |
| 2.   | Michael Gruber      | 269    |
| 3.   | Petter Tande        | 260    |
| 4.   | Felix Gottwald      | 198    |
| 5.   | Jens Gaiser         | 181    |
| 6.   | Todd Lodwick        | 165    |
| 7.   | Jason Lamy Chappuis | 124    |
| 8.   | Matthias Menz       | 93     |
| 9.   | Marcel Höhlig       | 85     |
| 10.  | Magnus Moan         | 81     |